# Doolittle Bluff
Das Doolittle Bluff ist ein großes Felsenkliff im ostantarktischen Viktorialand. Auf der Nordseite des Taylor Valley überragt es das Firnfeld am Kopfende des Suess-Gletschers um 500 m und erreicht eine Höhe von 1835 m.
Das Advisory Committee on Antarctic Names benannte das Kliff 1997 nach dem US-amerikanischen Physiker John H. Doolittle, wissenschaftlicher Leiter der Siple-Station im Jahr 1977, der darüber hinaus in unterschiedlicher Funktion zwischen 1975 und 1976 auf der McMurdo-Station und der Amundsen-Scott-Südpolstation tätig war.